# Sam’s Town
A 'Sam’s Town' az amerikai The Killers rockegyüttes második stúdióalbuma. 2006. október 2-án jelent meg az Egyesült Királyságban, majd a következő nap az Egyesült Államokban is.

## Áttekintés
Az album hangzását, kissé eltávolodva a 2004-es Hot Fuss zenei világától, nagyban befolyásolták olyan zenészek, mint Bruce Springsteen, a U2, David Bowie, a Queen, vagy a Tom Petty and the Heartbreakers. Az album vegyes kritikákat kapott, egyes kritikusok üdvözölték az új irányvonalat, mások kritizálták azt.
2006 októberében Brandon Flowers énekes azt nyilatkozta a Giant magazinnak, hogy a Sam’s Town „az utóbbi húsz év egyik legjobb albuma”. Egy rádiós interjúban a Read My Mind-ot a legjobb dalnak nevezte, amelyet az együttes valaha írt.
Az album egy Las Vegas-i kaszinóról, a Sam’s Town Hotel and Gambling Hallról kapta a nevét. A borítón szereplő bikinis nő neve Felica LaZae, modellként és énekesnőként dolgozik. A képet Anton Corbijn készített. Az anyag társproducere, Flood bennszülött amerikainak öltözve látható a CD füzetben. Ugyanitt látható egy falfestmény képe, amely Las Vegas belvárosában található, és egy helyi festőnő, Suzanne Hackett-Morgan készítette.

## Számlista
Az összes dalt Brandon Flowers írta, kivéve ahol más van jelölve.
1. Sam’s Town – 4:05
2. Enterlude – 0:50
3. When You Were Young (Flowers/Dave Keuning/Mark Stoermer/Ronnie Vannucci Jr.) – 3:39
4. Bling (Confession of a King) (Flowers/Stoermer) – 4:08
5. For Reasons Unknown – 3:32
6. Read My Mind (Flowers/Keuning/Stoermer) – 4:03
7. Uncle Jonny (Flowers/Keuning/Stoermer) – 4:25
8. Bones (Flowers/Stoermer/Vannucci) – 3:46
9. My List – 4:08
10. This River Is Wild (Flowers/Stoermer) – 4:38
11. Why Do I Keep Counting? – 4:23
12. Exitlude – 2:24

### Bónuszdalok
1. Where the White Boys Dance (New Order) – 3:28 (Ausztrália, Írország, Japán, Új-Zéland, Egyesült Királyság; és amerikai iTunes előrendelési bónusz szám)
2. All the Pretty Faces (Flowers/Keuning/Stoermer/Vannucci) – 4:45 (Japán, és Egyesült Királyság iTunes bónusz verzió)
3. Daddy’s Eyes (Flowers/Keuning/Stoermer/Vannucci) – 4:13
4. When You Were Young (Jacques Lu Cont’s Thin White Duke Mix) (Flowers/Keuning/Stoermer/Vannucci) – 6:23 (amerikai iTunes bónusz szám)

## Megjelenési dátumok
| Ország             | Dátum                | Kiadó                     | Formátum |
| ------------------ | -------------------- | ------------------------- | -------- |
| Japán              | 2006. szeptember 27. | Universal                 | CD       |
| Ausztrália         | 2006. szeptember 30. | Universal Music Australia | CD       |
| Egyesült Királyság | 2006. október 2.     | Lizard King Records       | CD       |
| USA                | 2006. október 3.     | Island Records            | CD       |

## Külső hivatkozások
- Sam’s Town hivatalos Island Records oldal
- The Killers hivatalos Egyesült Királyság oldal